# Pădina Mare, Mehedinți
Pădina Mare este satul de reședință al comunei Pădina din județul Mehedinți, Oltenia, România.